# Thyene imperialis
Thyene imperialis es una especie de araña saltarina del género Thyene, familia Salticidae. Fue descrita científicamente por Rossi en 1846.
Habita en el sur de Europa, norte y este de África, Medio Oriente a Asia Central y China, Pakistán, India e Indonesia.